# Christudas Rajappan
Christudas Rajappan (ur. 25 listopada 1971 w Adimalathura) – indyjski duchowny rzymskokatolicki, od 2016 biskup pomocniczy Trivandrum.

## Życiorys
Święcenia kapłańskie przyjął 25 listopada 1998 i został inkardynowany do archidiecezji Trivandrum. Był m.in. sekretarzem biskupim, dyrektorem ruchu młodzieżowego, ojcem duchownym seminarium w Alwaye oraz rektorem niższego seminarium.
2 lutego 2016 został mianowany biskupem pomocniczym Trivandrum ze stolicą tytularną Avitta Bibba. Sakry biskupiej udzielił mu 3 kwietnia 2016 abp Maria Callist Soosa Pakiam.